# Once Upon a Dream
Once Upon a Dream è il quarto album in studio del gruppo musicale The Rascals, pubblicato nel 1968.

## Tracce
Side 1
1. Intro: Easy Rollin'
2. Rainy Day
3. Please Love Me
4. Sound Effect
5. It's Wonderful
6. I'm Gonna Love You
7. Dave & Eddie
8. My Hawaii

Side 2
1. My World
2. Silly Girl
3. Singin' the Blues Too Long
4. Bells
5. Sattva
6. (Finale): Once Upon a Dream

## Formazione

### Gruppo
- Felix Cavaliere – voce, tastiera, sitar
- Eddie Brigati – voce, percussioni, tamboura
- Gene Cornish – voce, chitarra
- Dino Danelli – batteria, tabla

### Musicisti addizionali
- David Brigati – voce
- Hubert Laws – flauto
- Chuck Rainey – basso
- Ron Carter – basso
- Richard Davis – basso
- King Curtis – sassofono tenore
- Melvin Lastie – tromba
- Buddy Lucas – armonica
- Steve Marcus – sassofono soprano